# Departement Taï

Poloha departementu Taï v regionu Cavallyho a v distriktu Hor na mapě Pobřeží slonoviny

Taï je departementem na západě Pobřeží slonoviny, v regionu Cavallyho a v distriktu Hor (Montagnes). Jeho rozloha činí  4 346 km², v roce 2014 zde žilo 102 948 obyvatel.
Až do roku 2013 byl součásti departementu Guiglo. 